# Ahmed Haboush
Ahmed Saleh Haboush (Arabic:أحمد صالح حبوش) (sinh ngày 24 tháng 12 năm 1991) là một cầu thủ bóng đá người Các Tiểu vương quốc Ả Rập Thống nhất. Hiện tại anh thi đấu cho Baniyas.